# Dolph Kessler (1884-1945)
Geldolph Adriaan (Dolph) Kessler (Batavia, 2 april 1884 – Velsen, 21 augustus 1945) was een Nederlands voetballer en industrieel. Hij was aanvoerder in de eerste twee officiële interlands die het Nederlands elftal speelde. Kessler was de oudste van de vier Kesslers die in het begin van de twintigste eeuw furore maakten als voetballers van het Haagse HVV en het Nederlands elftal.

## Voetbalcarrière
Op zeventienjarige leeftijd maakte Dolph Kessler als voetballer zijn debuut in het eerste van het Haagse HVV. Oorspronkelijk stond hij linksback, later werd hij als rechtsbuiten opgesteld. Met HVV werd hij tussen 1901 en 1905 vier keer landskampioen. Op 30 april 1905 was hij aanvoerder in de interland van het Nederlands elftal. Tegen België werd het na verlenging 4-1. Ook in de tweede interland en eerste thuiswedstrijd van Nederland was Kessler aanvoerder. Deze wedstrijd, waarin Kessler zijn enige interlanddoelpunt scoorde, werd met 4-0 tegen België gewonnen. In zijn derde en laatste interland had Kessler de aanvoerdersband afgestaan aan Kees Bekker. De wedstrijd op 29 april 1906 tegen België ging met 5-0 verloren. Later dat jaar kwam er wegens een ontwrichte knie een einde aan de voetballoopbaan van Kessler.

## Loopbaan in het bedrijfsleven
In 1907 behaalde Kessler het ingenieursdiploma werktuigbouwkunde aan de Technische Hogeschool Delft. Hij ging werken als secretaris van Henri Deterding, de president-directeur van Koninklijke Olie. Tot 1916 was hij werkzaam in verschillende functies voor de oliemaatschappij, onder meer in Roemenië en Engeland. Hij verliet vervolgens het bedrijf en na zich twee jaar georiënteerd te hebben op mogelijke andere functies trad hij in 1918 toe tot het oprichtingscomité van de Koninklijke Hoogovens. In 1920 werd hij economisch directeur - naast technisch directeur Arnold Hugo Ingen Housz - en vanaf 1924 was hij tevens president-directeur. Dit zou hij blijven tot zijn dood in augustus 1945, met uitzondering van een periode tijdens de Tweede Wereldoorlog waarin hij door de Duitse bezetters vanwege zijn principiële houding op non-actief werd gesteld en in het gijzelaarskamp Beekvliet in Sint-Michielsgestel werd geïnterneerd.

## Privéleven
Kessler was een zoon uit een gegoede Haagse familie. Zijn vader August Kessler (1853-1900) was de grondlegger en de eerste directeur van de Koninklijke Maatschappij tot Exploitatie van Petroleumbronnen in Nederlandsch-Indië (K.N.M.E.P.) welke onderneming na zijn dood zou uitgroeien tot de Koninklijke Nederlandsche Petroleum Maatschappij. Zijn broer Boelie Kessler en zijn neven Tonny Kessler en Dé Kessler maakten eveneens naam als voetballer, terwijl zijn broer Guus Kessler als tennisser op de Olympische Zomerspelen actief was.
Dolph Kessler trouwde in 1916 met Bep Stoop (1891-1968), een dochter van ir. Adriaan Stoop (1856-1935) (oprichter van de Dordtse Petroleum Maatschappij). De villa van Kessler op het landgoed Slingerduin te Velsen werd eind jaren twintig ontworpen door architect Henk Wouda. Dolph Kessler was een zwager van Philip Kohnstamm en Adriaan Fokker en oom van Max Kohnstamm. Zijn zoon Dolph Kessler (jr.) werd hoogleraar aan de Universiteit van Amsterdam en was directeur van De Nederlandsche Bank.